# Mastax confusa
Mastax confusa é uma espécie de carabídeo da tribo Brachinini, com distribuição restrita à República Democrática do Congo.